# Великие Окнины
Великие Окнины (укр. Великі Вікнини) — село в Вишневецкой поселковой общине Кременецкого района Тернопольской области Украины. Основано в 1445 году.
До 2020 года входило в Збаражский район.
Код КОАТУУ — 6122481201.

## Географическое положение
Село Великие Окнины находится в 2,5 км от левого берега реки Горынь, на расстоянии в 0,5 км от села Малые Окнины. По селу протекает пересыхающий ручей.

## Население
Население по переписи 2001 года составляло 1079 человек.

### Языковой состав
Родной язык населения по данным переписи 2001 года:
| Язык       | Численность, чел. | Доля     |
| ---------- | ----------------- | -------- |
| Украинский | 1 049             | 97,22 %  |
| Русский    | 28                | 2,60 %   |
| Другое     | 2                 | 0,18 %   |
| Итого      | 1 079             | 100,00 % |

## Объекты социальной сферы
- Школа.
- Дом культуры.
- Фельдшерско-акушерский пункт.

## Достопримечательности
- Братская могила советских воинов.